# Toronto Millionaires
Die Toronto Millionaires waren eine kanadische Eishockeymannschaft aus Toronto, Ontario. Die Mannschaft spielte zwischen 1928 und 1930 in der Canadian Professional Hockey League (Canpro) sowie der International Hockey League.

## Geschichte
Das Franchise der Kitchener Millionaires aus der Canadian Professional Hockey League wurde zur Saison 1928/29 nach Toronto, Ontario, umgesiedelt und in Toronto Millionaires umbenannt. Dort ersetzte die Mannschaft die zuvor aufgelösten Toronto Ravinas, die ebenfalls in der Canpro gespielt hatten. Als die Canpro zur Saison 1929/30 durch die International Hockey League ersetzt wurde, schlossen sich die Millionaires zunächst auch dieser an. Nach einem Jahr in der IHL stellte die Mannschaft den Spielbetrieb jedoch bereits wieder ein.